# Robin Eaglestone
Robin Eaglestone, né en 1976, est un musicien britannique. Il a été guitariste et bassiste du groupe de métal extrême Cradle of Filth.

## Biographie
Robin Eaglestone est aussi connu sous le pseudonyme de Robin Graves. Il commence sa carrière musicale au sein du groupe anglais Cradle of Filth qu'il rejoint en 1992 en tant que second guitariste pour l'enregistrement de la démo Invoking the Unclean. Il troque la guitare pour la basse lors de l'enregistrement de la démo Total Fucking Darkness. Il quitte une première fois Cradle of Filth en juin 1994 après la sortie The Principle of Evil Made Flesh (premier album de Cradle Of Filth) et avant les premières sessions de Dusk and Her Embrace. Il est remplacé par Jon Richard d'Hecate Enthroned (ex daemonum). En 1995, il forme December Moon avec le batteur Was Sarginson. De leur collaboration naît Source of origin, album de black/thrash symphonique. Il réintègre Cradle Of Filth la même année. Avec ce groupe, il enregistre trois albums, 2 maxis et un album live. Il quitte définitivement le groupe en 2002.
Depuis, il a travaillé sur son projet solo Imperial Black et a joué pour des groupes tels que :
- Criminal, death/thrash metal (2002-2003),
- Grimfist, thrash/groove metal (live 2005-2006),
- Belphegor, death/black metal (live 2006),
- Abgott, black metal,
- Sectioned, death metal.

## Discographie
- Cradle of Filth, Invoking the Unclean demo 1992
- Cradle of Filth, Total Fucking Darkness demo, 1992[2]
- Cradle of Filth, The Principle of Evil Made Flesh, 1994
- December Moon, Nocturnal Transcendency démo 1995
- December Moon, Source Of Origin, 1996
- Cradle of Filth, Vempire or Dark Faerytales in Phallustein EP, 1996
- Cradle of Filth, Dusk and Her Embrace, 1996
- Cradle of Filth, Cruelty and the Beast, 1998
- Cradle of Filth, Pandaemonaeon DVD, 1999
- Cradle of Filth, From the Cradle to Enslave EP, 1999
- Cradle of Filth, Midian, 2000
- Cradle of Filth, Bitter Suites to Succubi, 2001
- Cradle of Filth, Live Bait for the Dead, 2002
- Abgott, Godfather in Black, 2009